# Академическая гребля на летних Олимпийских играх 1956 — одиночки
Соревнования среди одиночек по академической гребле среди мужчин на летних Олимпийских играх 1956 года прошли с 23 по 27 ноября на озере Вендури, которое расположено вблизи города Балларат, штат Виктория. В соревновании приняли участие 12 спортсменов из 12 стран. Действующий олимпийский чемпион из СССР Юрий Тюкалов на Играх в Австралии выступал в двойках парных. Также в двойках выступил и серебряный призёр 1952 года австралиец Мервин Вуд. Таким образом из числа призёров прошлых Игр на озере Вендури стартовал лишь поляк Теодор Коцерка.
Олимпийским чемпионом 1956 года стал ещё один советский гребец Вячеслав Иванов, победивший в драматичном финале хозяина соревнований Стюарт Маккензи, а бронзовую награду завоевал американец Джон Келли-младший, опередивший на секунду Теодора Коцерку.

## Призёры
| Золото               | Серебро                   | Бронза                 |
| Вячеслав Иванов СССР | Стюарт Маккензи Австралия | Джон Келли-младший США |

## Рекорды
До начала летних Олимпийских игр 1956 года лучшее олимпийское время было следующим:
| Лучшее олимпийское время | Спортсмен        | Время   | Место     | Дата           |
| ------------------------ | ---------------- | ------- | --------- | -------------- |
| Лучшее олимпийское время | Генри Пирс (AUS) | 07:01,8 | Амстердам | 8 августа 1928 |

По итогам соревнований никто из спортсменов не смог превзойти данный результат.

## Расписание
| Дата      | Время | Раунд                  |
| --------- | ----- | ---------------------- |
| 23 ноября | 11:00 | Предварительные заезды |
| 24 ноября | 11:00 | Отборочные заезды      |
| 26 ноября | 11:00 | Полуфиналы             |
| 27 ноября | 15:30 | Финал                  |

## Результаты

### Предварительный этап
Первые два спортсмена из каждого заезда проходили в полуфинал соревнований. Все остальные спортсмены попадали в утешительные заезды, где были разыграны ещё 2 полуфинальных места.

#### Заезд 1
| Место | Спортсмен         | Страна         | Время  | Отставание | Примечания |
| ----- | ----------------- | -------------- | ------ | ---------- | ---------- |
| 1     | Вячеслав Иванов   | СССР           | 7:26,1 | +0,0       | SF         |
| 2     | Стюарт Маккензи   | Австралия      | 7:28,8 | +2,7       | SF         |
| 3     | Джеймс Хилл       | Новая Зеландия | 7:30,1 | +4,0       | R          |
| 4     | Фердинанд Рабедер | Австрия        | 7:36,0 | +9,9       | R          |

#### Заезд 2
| Место | Спортсмен         | Страна                          | Время  | Отставание | Примечания |
| ----- | ----------------- | ------------------------------- | ------ | ---------- | ---------- |
| 1     | Перица Влашич     | Югославия                       | 7:31,3 | +0,0       | SF         |
| 2     | Клаус фон Ферсен  | Объединённая германская команда | 7:34,4 | +3,1       | SF         |
| 3     | Стефано Мартиноли | Италия                          | 7:36,5 | +5,2       | R          |
| 4     | Никос Хациякунис  | Греция                          | 7:51,5 | +20,2      | R          |

#### Заезд 3
| Место | Спортсмен          | Страна         | Время  | Отставание | Примечания |
| ----- | ------------------ | -------------- | ------ | ---------- | ---------- |
| 1     | Джон Келли-младший | США            | 7:24,8 | +0,0       | SF         |
| 2     | Теодор Коцерка     | Польша         | 7:28,1 | +3,3       | SF         |
| 3     | Тони Фокс          | Великобритания | 7:36,7 | +11,9      | R          |
| 4     | Хорхе Роэслер      | Мексика        | 8:24,3 | +59,5      | R          |

### Отборочные заезды
Победитель каждого отборочного заезда проходил в полуфинал. Остальные гребцы выбывали из соревнований.

#### Заезд 1
| Место | Спортсмен        | Страна         | Время   | Отставание | Примечания |
| ----- | ---------------- | -------------- | ------- | ---------- | ---------- |
| 1     | Джеймс Хилл      | Новая Зеландия | 8:29,9  | +0,00      | SF         |
| 2     | Никос Хациякунис | Греция         | 11:00,4 | +2:30,5    |            |
| 3     | Хорхе Роэслер    | Мексика        | DNF     | DNF        |            |

#### Заезд 2
| Место | Спортсмен         | Страна         | Время  | Отставание | Примечания |
| ----- | ----------------- | -------------- | ------ | ---------- | ---------- |
| 1     | Стефано Мартиноли | Италия         | 9:11,8 | +0,00      | SF         |
| 2     | Фердинанд Рабедер | Австрия        | 9:16,4 | +4,6       |            |
| 3     | Тони Фокс         | Великобритания | 9:31,6 | +19,8      |            |

### Полуфиналы
Первые два спортсмена из каждого заезда проходили в финал соревнований. Все остальные спортсмены выбывали из борьбы за медали.

#### Заезд 1
| Место | Спортсмен        | Страна                          | Время  | Отставание | Примечания |
| ----- | ---------------- | ------------------------------- | ------ | ---------- | ---------- |
| 1     | Вячеслав Иванов  | СССР                            | 9:02,7 | +0,0       | SF         |
| 2     | Теодор Коцерка   | Польша                          | 9:05,7 | +3,0       | SF         |
| 3     | Джеймс Хилл      | Новая Зеландия                  | 9:12,5 | +9,8       | R          |
| 4     | Клаус фон Ферсен | Объединённая германская команда | 9:23,2 | +20,5      | R          |

#### Заезд 2
| Место | Спортсмен          | Страна    | Время  | Отставание | Примечания |
| ----- | ------------------ | --------- | ------ | ---------- | ---------- |
| 1     | Джон Келли-младший | США       | 9:12,5 | +0,0       | SF         |
| 2     | Стюарт Маккензи    | Австралия | 9:19,5 | +7,0       | SF         |
| 3     | Перица Влашич      | Югославия | 9:32,2 | +19,7      | R          |
| 4     | Стефано Мартиноли  | Италия    | 9:35,7 | +23,2      | R          |

### Финал
Финал Игр 1952 года запомнился противостоянием советского гребца Юрия Тюкалова и австралийца Мервина Вуда. На Играх 1956 года оба этих спортсмена выступали в двойках, а в одиночках вместо них выступали совсем молодые спортсмены: 18-летний Вячеслав Иванов и 19-летний Стюарт Маккензи, который вырос на озере Вендури, где как раз и проходили гребные соревнования. Также в финале выступали и два опытных гребца: американец Джон Келли-младший и бронзовый призёр прошлых Игр поляк Теодор Коцерка.
С первых метров дистанции Маккензи ушёл вперёд. Несмотря на то, что Иванов шёл с хорошим темпом в 36 гребков в минуту отрыв от австралийца только рос. При этом и Келли, и Коцерка также опережали советского гребца. За 500 метров финиша Маккензи опережал Иванова на 3 корпуса лодки, что составляет примерно 23 метра, и казалось, что Маккензи уже никто не догонит, однако Вячеслав Иванов резко увеличил темп до 48 гребков в минуту и за 100 метров до финиша смог обогнать австралийца и стать олимпийским чемпионом. После окончания заезда Иванова вынесли из лодки без сознания.
| Место | Спортсмен          | Страна    | Время  | Отставание |
| ----- | ------------------ | --------- | ------ | ---------- |
| 1     | Вячеслав Иванов    | СССР      | 8:02,5 | +0,0       |
| 2     | Стюарт Маккензи    | Австралия | 8:07,7 | +5,2       |
| 3     | Джон Келли-младший | США       | 8:11,8 | +9,3       |
| 4     | Теодор Коцерка     | Польша    | 8:12,9 | +10,4      |